# Melanophthalma parvicollis
Melanophthalma parvicollis is een keversoort uit de familie schimmelkevers (Latridiidae). De wetenschappelijke naam van de soort werd in 1844 gepubliceerd door Carl Gustaf Mannerheim.